# Rezerwat przyrody Łąki Ślesińskie
Rezerwat przyrody Łąki Ślesińskie – rezerwat florystyczny o powierzchni 43,62 ha, położony w województwie kujawsko-pomorskim, powiecie nakielskim, gminie Nakło nad Notecią.
Obszar rezerwatu podlega ochronie ścisłej.

## Lokalizacja
Pod względem fizycznogeograficznym rezerwat znajduje się w mezoregionie Kotlina Toruńska (315.25) i mikroregionie Dolina Kanału Bydgoskiego (315.351).
Zajmuje on zatorfione dno Pradoliny Toruńsko-Eberswaldzkiej, w sąsiedztwie Kanału Bydgoskiego.
Znajduje się ok. 1 km na północ od drogi wojewódzkiej Nakło-Bydgoszcz, niedaleko miejscowości Potulice.
Rezerwat jest położony w obrębie korytarza ekologicznego włączonego do sieci Natura 2000: Doliny Noteci (OZW) oraz Doliny Środkowej Noteci i Kanału Bydgoskiego (SOO).
Obszar rezerwatu zlokalizowano w pradolinie, w otoczeniu łąk, terenów podmokłych i  licznych stawów rybnych.

## Historia
Rezerwat został utworzony w 1975 r. w celu zachowania stanowiska reliktowej brzozy niskiej.

## Charakterystyka
Rezerwat chroni stanowisko rzadkiego gatunku brzozy niskiej. Jest to relikt polodowcowy, tworzący niskie zarośla na glebach torfowych, które to układy należą do rzadszych składników roślinności w Polsce. Poprzez ochronę gatunków i zbiorowisk roślinnych ochronie podlegają również bardzo wrażliwe na agrotechnikę rolniczą gleby murszowe.
W sąsiedztwie rezerwatu zlokalizowane są zbiorniki wodne, przede wszystkim stawy rybne, będące obiektem hodowli karpia, amura białego i tołpygi białej. Łącznie zajmują one 179 ha. Największy Staw Kardynalski ma powierzchnię 130 ha.
Położenie w obrębie międzynarodowego korytarza ekologicznego, niewielka antropopresja oraz sąsiedztwo stawów i terenów podmokłych spowodowało, że siedliska lęgowe znalazło tu wiele gatunków ptaków.
Stwierdzono gnieżdżenie się na tym obszarze 78 gatunków ptaków, z czego ponad 1/3 ekologicznie związana jest z biotopami wodnymi i podmokłymi. W rozległych trzcinowiskach gnieździ się m.in. bąk, żuraw, błotniak stawowy, wodnik i zielonka. Na przelotach stwierdza się corocznie ok. 60 gatunków ptaków wodnych i błotnych. Regularnie przylatuje tu: łabędź czarnodzioby, gęś białoczelna, siewka złota, batalion, rycyk, kulik wielki i rybitwa. Z rzadkich drapieżników pojawiają się: rybołowy, bieliki, orliki krzykliwe i błotniaki zbożowe. Licznie występuje łabędź niemy (do 360 osobników), łyska (3–4 tys. osobników), kaczka krzyżówka (500–600 osobników).

## Szlak rezerwatów
Wzdłuż Pradoliny Toruńsko-Eberswaldzkiej, a zwłaszcza jej północnej krawędzi, między Bydgoszczą a Wyrzyskiem, znajduje się ciąg rezerwatów nadnoteckich. Począwszy od Bydgoszczy, można zwiedzić następujące rezerwaty:
1. Kruszyn (leśny),
2. Hedera (florystyczny),
3. Las Minikowski (leśny),
4. Łąki Ślesińskie,
5. Skarpy Ślesińskie (florystyczny),
6. Borek (leśny),
7. Zielona Góra (leśny).